# Автономна Зона Капітолійського пагорба
47°36′54.5″ пн. ш. 122°19′2.83″ зх. д. / 47.615139° пн. ш. 122.3174528° зх. д.
Автономна Зона Капітолійського пагорба (англ. Capitol Hill Autonomous Zone; CHAZ ) — самопроголошена автономія, яка контролювала центральну частину міста Сіетл (район Капітолійського Пагорба) штату Вашингтон. На території CHAZ не діяли офіційні органи влади; адміністративні та поліцейські функції виконувадися ініціативними громадянами. Автономна зона Капітолійського пагорба була проголошена 8 червня 2020 року протестувальниками переважно лівого напрямку в межах заворушень в США. Самопроголошену автономію було ліквідовано 1 липня 2020 року внаслідок поліцейської операції.

## Передумови

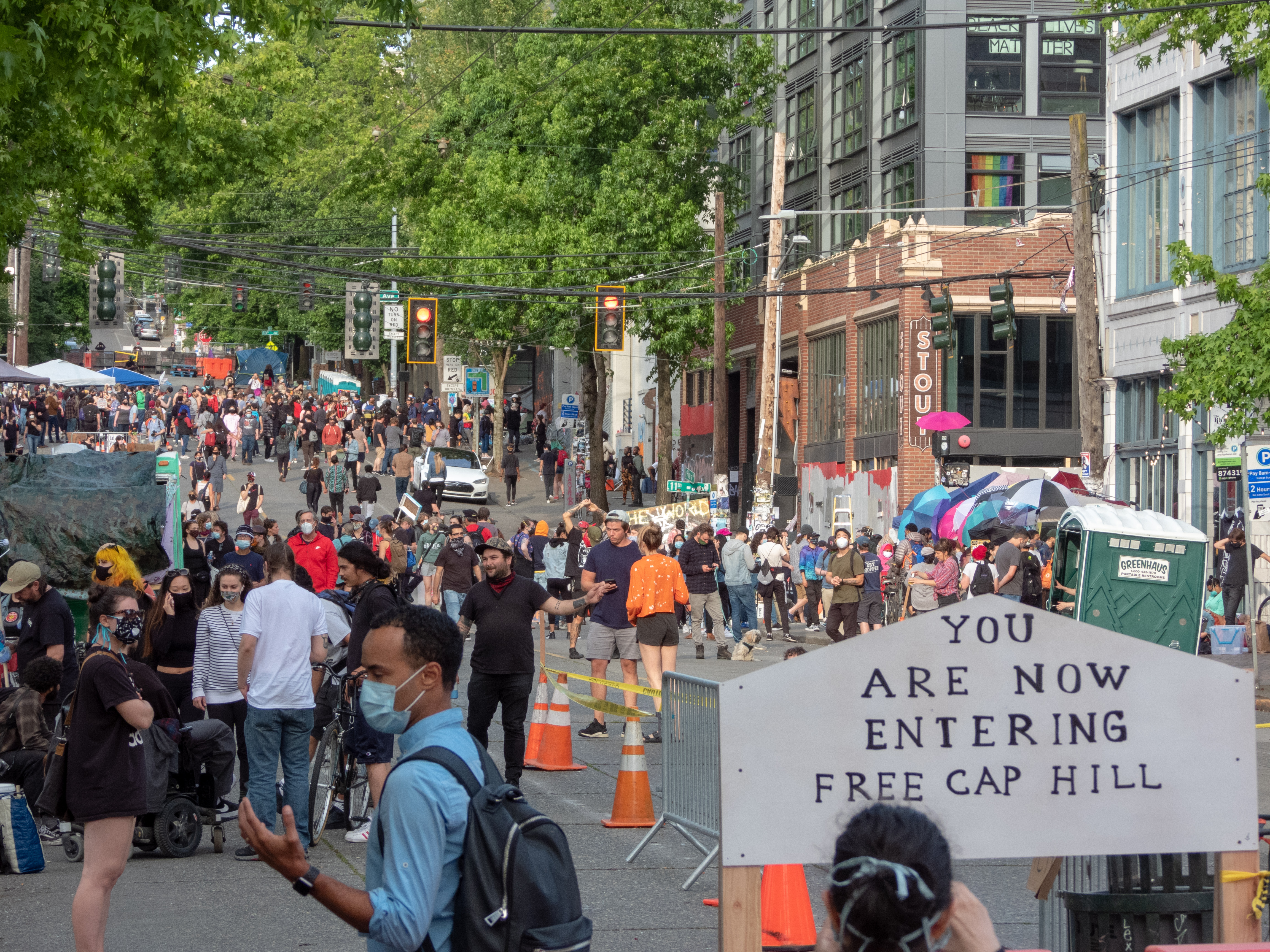
Західний вхід в Автономної зони Капітолійського пагорба. 10.06.2020

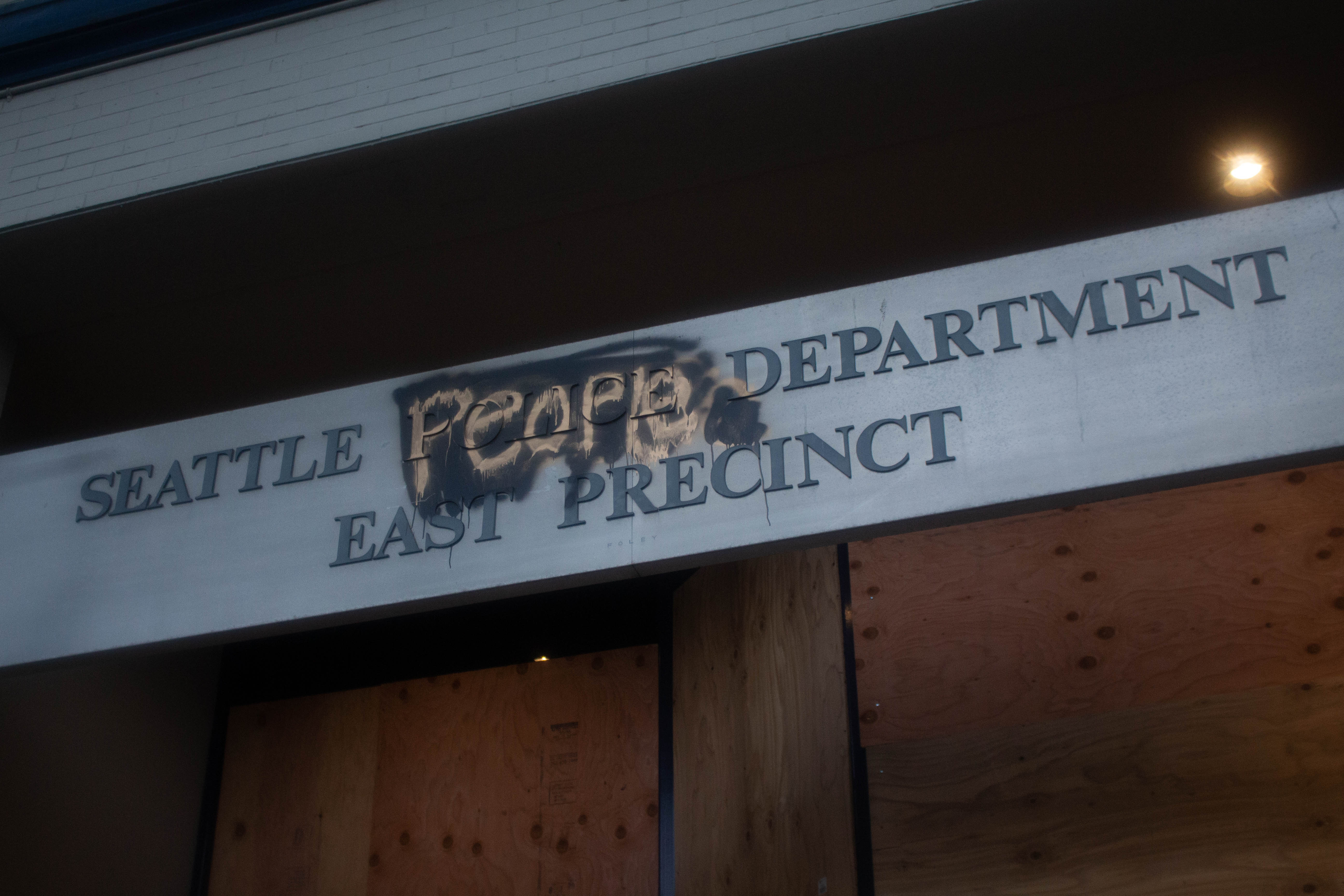
Знак на будівлі відділку поліції (10.06.2020). На будівлі, напис «поліція» змінено на «люди».

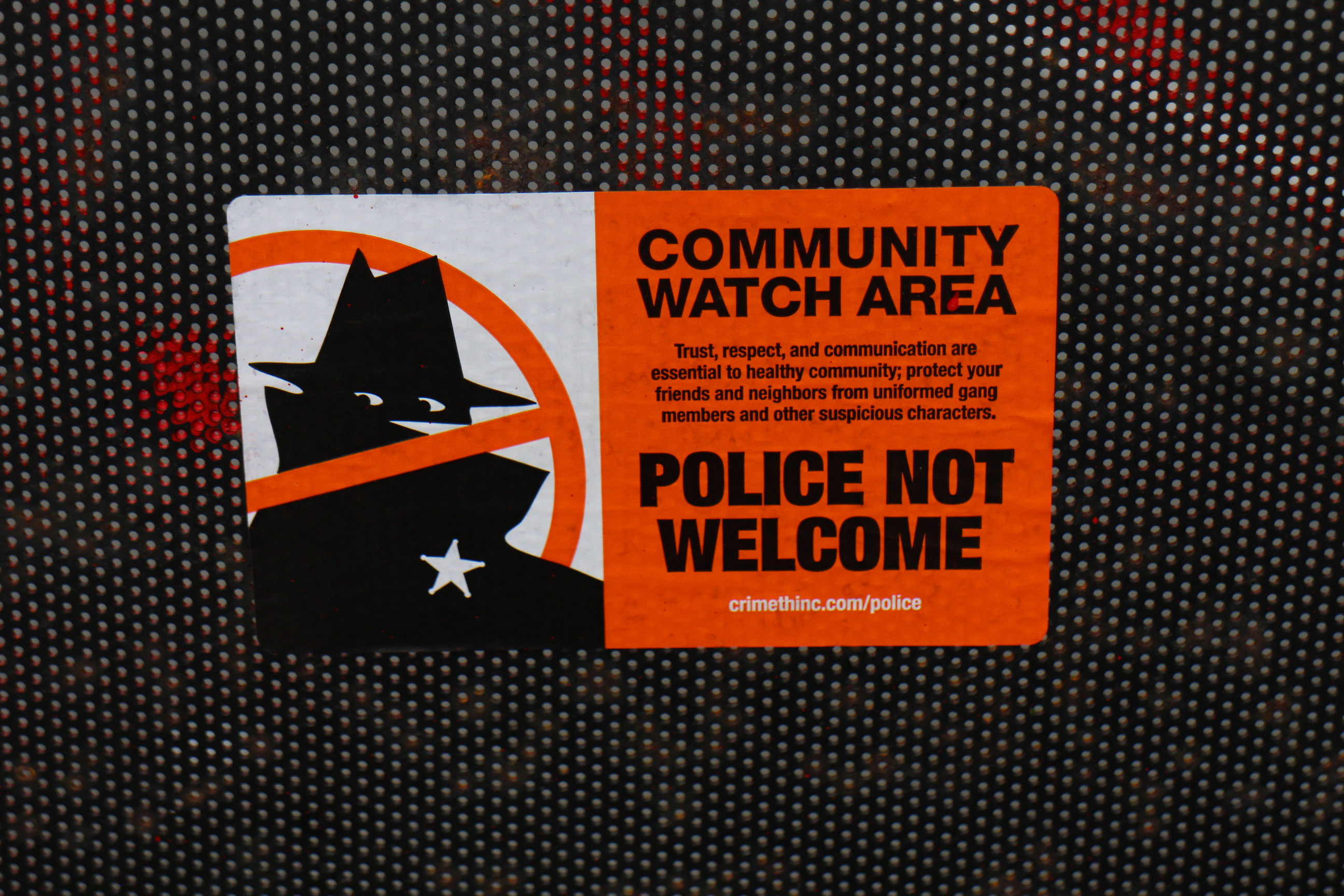
Наклейка в Зоні

Вбивство Джорджа Флойда внаслідок зупинки серця, викликаної діями поліцейського Дерека Чавіна 25 травня 2020 року, котре спровокувало заворушення в США, які почалися в Міннеаполісі і дуже скоро поширилися на всі США, а потім і за межі країни. На цьому тлі активізувалися сили лівого напрямку, які стали сприяти розширенню політичних вимог до влади США і підвищенню організованості протестів.

## Хід подій
Капітолійський пагорб — район у центрі міста Сіетл, відомий своїми відомими ЛГБТ та контркультурними громадами. Раніше район був центром інших масових акцій протесту, таких як протести СОТ 1999 року.
8 червня 2020 року, в розпал протестів, сіетлські повсталі зосередилися в районі Капітолійського пагорба, де проголосили створення Автономної Зони Капітолійського пагорба, чи скорочено CHAZ. Територія CHAZ, яка зайняла десять кварталів, була забарикадована.
Після того, як будівлю Східної дільниці поліції Капітолійського пагорбу залишено відділом департаменту поліції Сіетла (Seattle Police Department, SPD), її зайняли учасники протесту, оголосивши цю будівлю «Народним департаментом». Приблизно в цей же час учасники протесту, очолювані членом міської ради і активісткою «Соціалістичної Альтернативи» Кшамою Савант (англ. Kshama Sawant), увійшли в будівлю мерії, проте незабаром повернулися на територію контрольвану CHAZ.
Активісти організували в Зоні політичний і культурний центри, а також спробували налагодити розподіл продовольства. Поліцейські функції взяли на себе озброєні цивільні особи. Згідно з інформацією, опублікованою на сайті CHAZ, автономія на даний момент не має формальної структури.
1 липня зранку поліція Сіетлу провела операцію з зачистки Автономної зони Капітолійського пагорба, тим самим ліквідувавши її.  Поліція наказала протестуючим розійтися, давши їм на це вісім хвилин, потім почалися затримання.  Під час поліцейської операції було заарештовано 10 осіб.  У департаменті поліції заявили: "У зв'язку з триваючим насильством і проблемами громадської безпеки... мер Дженні Дуркало видала розпорядження про звільнення території.  Сьогодні вранці в районі буде поліція Сіетла, яка буде виконувати наказ мера"

## Збройні загони
Командиром збройних сил Автономної зони був репер Soundcloud, він же репер Саймон Раз (англ. Raz Simone), який раніше здавав квартири в оренду і був звинувачений у сутенерстві. Громадськість доручила йому переконатись, що поліцейські сили не проникли до Автономії і щоб на контрольованій CHAZ території був порядок. Усі збройні формування в контрольованих CHAZ районах формально йому підкоряються. На сайті Автономії спростовуються плітки про те, що Саймон Раз узурпував владу.

## Реакція
Реакції на Зону різняться в залежності від політичної приналежності. Президент США, Дональд Трамп назвав повсталих «потворними анархістами» і закликав губернатора штату Вашингтон та мера Сіетла «повернути» Зону, тоді як мер міста Сіетл, Дженні Дуркан, 11 червня назвала Зону «чотирма кварталами в Сіетлі, це більше нагадує атмосферу квартальної вечірки. Це не збройне захоплення. Це не військова хунта. Ми будемо впевнені, що ми відновимо це, але у нас в цій частині Сіетла постійно будуть вечірки кварталів тощо... зараз немає ніякої загрози для громадськості».